# Flughafen Andorra – La Seu d’Urgell

i8
i11
i13
Der Flughafen Andorra – La Seu d’Urgell (offizielle spanische Bezeichnung: Aeroport Andorra – La Seu d’Urgell) ist ein Flughafen der allgemeinen Luftfahrt im Besitz der Regierung von Katalonien (Generalitat de Catalunya). Betreiber ist die Gesellschaft Aeroports Públics de Catalunya (SLU).
Der Flughafen liegt in Katalonien südwestlich der Stadt La Seu d’Urgell zwölf Kilometer südlich der Landesgrenze zwischen Spanien und Andorra auf dem Berg Ensiula zwischen den Orten Montferrer i Castellbò und Ribera d’Urgellet in der Comarca Alt Urgell.

## Geschichte
Die Anfänge der Luftfahrt auf dem Berg Ensiula gehen auf das Jahr 1931 zurück. Jaume Nadal i Maimó kaufte ein Flugzeug des französischen Herstellers Henri Farman mit Hispano-Suiza-Motor und gründete eine Fluggesellschaft mit Linienflügen Barcelona-Andorra. Zu diesem Zeitpunkt hatte der Flugplatz noch eine unbefestigte Piste. 1932 wurde ein Hangar und ein Terminal errichtet. Nach dem Tod von Jaume Nadal wurde der Betrieb eingestellt, da die Erben die Fluggesellschaft nicht weiter finanzieren wollten.
1975 übernahm der Luftfahrt-Enthusiast und Industrielle Josep Betriu i Tàpies den Flugplatz und baute ihn mit Hilfe der Bank Desarrollo del Alto Urgel S.A. aus. Die Landebahn 04/22 erhielt den ersten festen Belag auf einer Länge von rund 1300 Metern. 1980 waren die Baumaßnahmen abgeschlossen und der Flughafen war betriebsbereit. Aufgrund des Zulassungsverfahrens verzögerte sich die Inbetriebnahme. 1982 erfolgte dann die Eröffnung mit einem Flug der Fluggesellschaft Aviaco zum Flughafen Barcelona-El Prat. Obwohl Aviaco weitere Linien nach Madrid und auch nach Frankreich geplant hatte, musste auf Grund der mangelnden Wirtschaftlichkeit der Liniendienst wieder eingestellt werden. 1984 wurde der gewerbliche Verkehr aufgegeben und der Flugplatz nur noch durch private Flugzeuge genutzt. 2007 erfolgte die totale Schließung des Flugplatzes auf dem Hügel aus Sicherheitsgründen. 2008 wurde das Flugplatzgelände von der katalanischen Regierung erworben. 2009 wurde ein Bauvertrag für die Sanierungsarbeiten vergeben. Der Flugbetrieb wurde nach Umbau am 4. Juni 2010 wieder aufgenommen.
Im Oktober 2011 fanden Testflüge mit dem neu entwickelten Turboprop-Regionalverkehrsflugzeug ATR 72-600 durch den Hersteller Avions de Transport Régional auf dem Flugplatz statt.
Am 27. Juni 2012 beschlossen die beteiligten Regierungsstellen, den Flugbetrieb und die Infrastruktur des Flughafens weiter auszubauen und den Tourismus und die wirtschaftliche Entwicklung in der Bergregion zu steigern.
Im Februar 2014 unterzeichneten die Regierungsstellen einen Vertrag zur kommerziellen Nutzung des Flugplatzes. Im Juli 2015 wurden die ersten kommerziellen Flüge durchgeführt, Charterflüge mit einer ATR 72-500 der Swiftair, und Air Andorra kündigte an, den Flughafen ab April 2016 für Linienflüge nutzen zu wollen.
Zwischenzeitlich (Stand: August 2018) fanden keine Linienflüge statt.
Für Ende 2021 wurde die Aufnahme von Linienflugverbindungen angekündigt. Mit Stand vom Januar 2022 sind Flüge von und nach Madrid buchbar bei Iberia und zweimal wöchentlich bei Air Nostrum. Stand 2025 gibt es ebenfalls Flüge nach Palma de Mallorca.